# بخش تلنگ
بخش تلنگ، یکی از بخش‌های شهرستان قصرقند در استان سیستان و بلوچستان ایران است. مرکز این بخش، روستای تلنگ است.

## تقسیمات کشوری
- بخش تلنگ
  - دهستان تلنگ
  - دهستان شارک

## جمعیت
بر پایه سرشماری عمومی نفوس و مسکن در سال ۱۳۹۵، جمعیت بخش تلنگ برابر با ۱۸٬۳۶۸ نفر بوده‌است.